# Leo Staub
Leo Staub (* 23. März 1957 in Luzern) ist ein Schweizer Rechtswissenschaftler. Er ist Professor em. für Privat- und Wirtschaftsrecht an der Universität St. Gallen (HSG) und Rechtsanwalt. Er ist heimatberechtigt in Gossau SG und Oberbüren SG.

## Leben
Nach Abschluss seines Jurastudiums mit einem Lizenziat der Rechtswissenschaft an der Universität Zürich arbeitete Staub zunächst als Stellvertreter des Einzelrichters am Kreisgericht Rorschach. Er wurde 1985 an seiner Alma Mater promoviert und erwarb ein Nachdiplom in Unternehmensführung an der Universität St. Gallen. 1986 liess er sich als Rechtsanwalt nieder und arbeitete bis 2008 in der eigenen Kanzlei. Staub ist ehemaliger Direktor Law & Management an der Executive School of Management, Technology and Law der Universität St. Gallen. Staub ist Mitglied des Verwaltungsrates verschiedener Unternehmen und Präsident des Verwaltungsrates der Selectchemie AG, der Verwaltung der Genossenschaft Migros Ostschweiz und des Verwaltungsrates der CRS Holding AG.

## Veröffentlichungen
- Beiträge zu aktuellen Themen an der Schnittstelle zwischen Recht und Betriebswirtschaft. Zürich 2017, Schulthess Verlag, ISBN 978-3-7255-7752-1
- Disruptive Technologies Call for New Business Models in the Market for Legal Services. In: Gschwend, Lukas / Hettich, Peter / Müller-Chen, Markus / Schindler, Benjamin / Wildhaber, Isabelle (Hrsg.): Festgabe Schweizerischer Juristentag 2015 in St. Gallen. Zürich 2015, pp. 293–314
- Management von Anwaltskanzleien. Zürich, 2012, Schulthess Verlag, ISBN 978-3-7255-6448-4
- Legal Management. Management von Recht als Führungsaufgabe. Zürich 2006, Versus Verlag, ISBN 978-3039090518